# Korita na Krasu
Korita na Krasu – wieś w Słowenii, w gminie Miren-Kostanjevica. W 2018 roku liczyła 48 mieszkańców.